# Dynamico
Dynamico is een handbalvereniging uit het Noord-Brabantse Oss-Heesch. Dynamico is een fusieclub die is ontstaan door een fusie tussen Olympia '89 en DOS '80.

## Geschiedenis

### Ontstaan van fusie (2015 - 2020)
Olympia ’89 en DOS ’80 kondigen in het voorjaar van 2015 met elkaar te willen samenwerken voor een periode van drie jaar, met als doel uiteindelijk een fusie in de zomer van 2020. Beide ALV’s stemden in. Tot de fusie ging de herenkant verder als Olympia ’89/DOS ’80 en de dameskant als DOS ’80/Olympia ’89.
De nieuwe clubnaam werd bekend gemaakt tijdens de huldiging receptie van het eerste herenteam. De naam was in eerste instantie Dinámico Maasland, maar in de eerste stemronde werd dat niet de naam. Later werd ook bepaald dat de schrijfwijze werd vernederlandst. Dynamico verwijst naar het Spaanse woord voor dynamisch, een verwijzing naar het dynamische karakter van de handbalsport.
Tijdens een fusiefeest op 24 januari 2020 worden het logo (een moderne d) en de clubkleuren donkerblauw met een oranje accent. Het oranje accent verwijzing naar de kleuren van de beide clubs, het geel van DOS en het rood van Olympia.
Olympia '89 speelde in samenwerking met DOS '80 in 2019/20 in de eredivisie. Olympia eindigde op de elfde plaats in de reguliere competitie. Daardoor zou Olympia nacompetitie spelen voor degradatie/handhaving, maar vanwege de coronacrisis maakte het NHV een voortijdig einde aan het handbalseizoen. De laatste wedstrijden onder de naam van DOS en Olympia zijn gespeeld. Doordat het NHV het seizoen 2019/20 ongeldig heeft verklaard waren dat jaar geen kampioenen of promoties/degradaties uitgeroepen. Tevens werd de nacompetitie per direct stilgelegd, dat betekende dat Olympia (in seizoen 2020/21 Dynamico) in de eredivisie speelde. In het eerste seizoen in de Eredivisie werden de thuiswedstrijden gespeeld in de Mondriaanhal in Oss. Vanaf het seizoen 2020/2021 is Rusheuvel in Oss de sporthal voor de thuiswedstrijden.

### Eerste seizoenen (2020 - heden)
In het seizoen 2020/21 is het eerste seizoen dat Dynamico voor het eerste speelt onder de nieuwe verenigingennaam. Door het vertrek van Frans van Erp bij Olympia'89/DOS'80 is Vladan Mijalković (die van Tachos afkwam) de nieuwe coach van Dynamico. Het eerste herenteam van Dynamico speelde in het eerste seizoen onder de nieuwe naam maar liefs drie wedstrijden. De heren van Dynamico wonnen twee wedstrijden en één verloren. In het seizoen 2021/22 wisten de heren van Dynamico zich voor het eerst op eigen kracht te handhaven in de eredivisie door op elfde plaats te eindigen van de zestien teams, dit was ruim voldoende voor handhaving, aangezien alleen het team op de laatste plaats degradeerde.

## Resultaten
Heren
- 2021
Eredivisie
- 2022 11e
Eredivisie
- 2023 14e
Eredivisie
- 2024 12e
Eredivisie

- Eredivisie

Dames
- 2021
Eerste klasse

- Eerste klasse